# Стадіон (апорія)
Стадіон (Ристалище) — апорія Зенона Елейського.
Нехай по стадіону рухаються вздовж паралельних прямих рівні маси з рівною швидкістю, але у протилежних напрямках. Нехай ряд А1, А2, А3, А4 позначає нерухомі маси, ряд В1, В2, В3, В4 — маси, що рухаються праворуч, а ряд Г1, Г2, Г3, Г4 — маси, що рухаються ліворуч. Будемо тепер розглядати маси Аi, Вi, Гi як неподільні. До неподільного моменту часу Вi і Гi проходять неподільну частину  простору. Дійсно, якби в неподільний момент часу деяке тіло проходило би більше однієї неподільної частини простору, то неподільний момент часу був би подільним, якщо ж менше, то можна було б розділити неподільну частину простору.
Розглянемо тепер рух неподільних Вi і Гi один щодо одного: за два неподільні моменти часу Вi пройде дві неподільні частини Аi і одночасно відлічить чотири неподільні частини Гi, тобто неподільний момент часу виявиться діленим.
Апорія спрямована проти уявлення про міру відрізка як про суму мір неподільних.

## Фізичне трактування
Три паралельні ряди (кількість точок у них однакова) рухаються так: один ряд нерухомий, два інших рухаються в протилежних напрямках. У певний час точки в рядах стають одна проти одної, виходить, точки в нижньому ряду одночасно проходять половину відстані середнього ряду і половину відстані верхнього ряду, і значить, вони проходять цілий ряд, коли інші ряди проходять тільки половину ряду. Одиниця не може дорівнювати половині, отже руху в принципі немає.
Фізичне пояснення таке: при швидкості = 0 (нерухомий об'єкт), відстань пройдена ним = 0.